# 26e congresdistrict van Californië

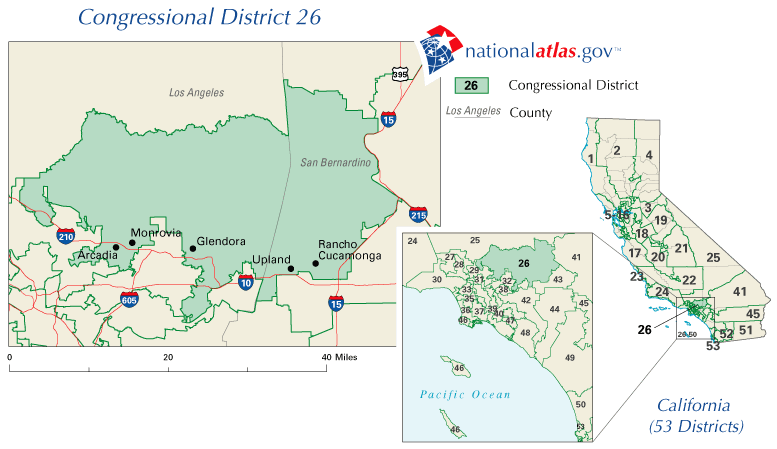
Kaart van het 26e congresdistrict van Californië

Het 26e congresdistrict van Californië, vaak afgekort als CA-26, is een kiesdistrict voor het Amerikaanse Huis van Afgevaardigden. Het 26e district bestaat sinds 1953 en is recent (na de volkstelling van 2000) hertekend. Tegenwoordig bestaat het uit de oostelijke voorsteden van Los Angeles County en de westelijke voorsteden in San Bernardino County. Het omvat de uitlopers van de San Gabriel Valley van La Cañada Flintridge tot Rancho Cucamonga. In de voorafgaande periode lag het district steeds in zijn geheel in Los Angeles County. Van de totale bevolking woont 98,8% in een stedelijke omgeving.
Sinds 2003 wordt het district door de Republikein David Dreier vertegenwoordigd. Bij Dreiers recentste herverkiezing in 2010 behaalde hij 54,13% van de stemmen. Het 26e congresdistrict is een swing district dat licht naar de Republikeinen overhelt. Dat blijkt onder andere uit de meest recente presidentsverkiezingen. In 2004 won George W. Bush met 55,1%, maar in 2008 wist senator Barack Obama een meerderheid van 51,0% te halen. Ook in de gouverneurs- en senaatsverkiezingen blijkt het 26e district wisselende resultaten op te leveren.